# ماتیاس بکر
ماتیاس بکر (انگلیسی: Matthias Becker؛ زادهٔ ۱۹ آوریل ۱۹۷۴) بازیکن فوتبال سابق اهل آلمان است.
از باشگاه‌هایی که در آن بازی کرده‌است می‌توان به باشگاه فوتبال آینتراخت فرانکفورت، باشگاه فوتبال کیکرز اوفنباخ، باشگاه فوتبال اشتوتگارت، و باشگاه فوتبال هانوفر ۹۶ اشاره کرد.